# Професионална гимназия по селско стопанство „К. А. Тимирязев“
Професионалната гимназия по селско стопанство „К. А. Тимирязев“ е средно специално професионално училище в град Две могили, област Русе, България. Наименувано е на руския съветски учен (ботаник, растениевъд) Климент Аркадиевич Тимирязев (1843 – 1920).

## История
ПГСС „К. А. Тимирязев“ е училище с над 85-годишна история. Създадено е през 1927/1928 г. като селскостопанско училище. Днес подготвя млади специалисти в същото професионално направление.
В училището се обучават средногодишно около 200 ученици в специалностите:
- „Производител на селскостопанска продукция“,
- „Механизация на селското стопанство“,
- „Растителна защита и агрохимия“,
- „Агроекология“.

Към училището е изграден професионален център за обучение в категории Ткт, В, Твк, Твк-3. Обучението се осъществява с „Дачия Логан“ и Claas Axos 330CL.